# Piazza dell'insurrezione nazionale slovacca (Banská Bystrica)
Piazza dell'insurrezione nazionale slovacca (in slovacco Námestie Slovenského národného povstania), abbreviata in Piazza SNP (sk. Námestie SNP), è una piazza nel centro cittadino di Banská Bystrica, in Slovacchia. È intitolata all'insurrezione nazionale slovacca, proclamata proprio in città nel 1944. È il fulcro della vita della città da più di 600 anni. Nel corso del XX secolo la piazza ospitò periodici raduni di massa che celebravano prima l'indipendenza nazionale, poi la sconfitta della ribellione da cui oggi prende il nome e infine il ricordo dell'evento. La piazza ospita diversi bar, ristoranti e piccoli negozi ed è una delle attrazioni turistiche di Banská Bystrica, anche a causa dei diversi edifici storici che vi si affacciano.

## Storia

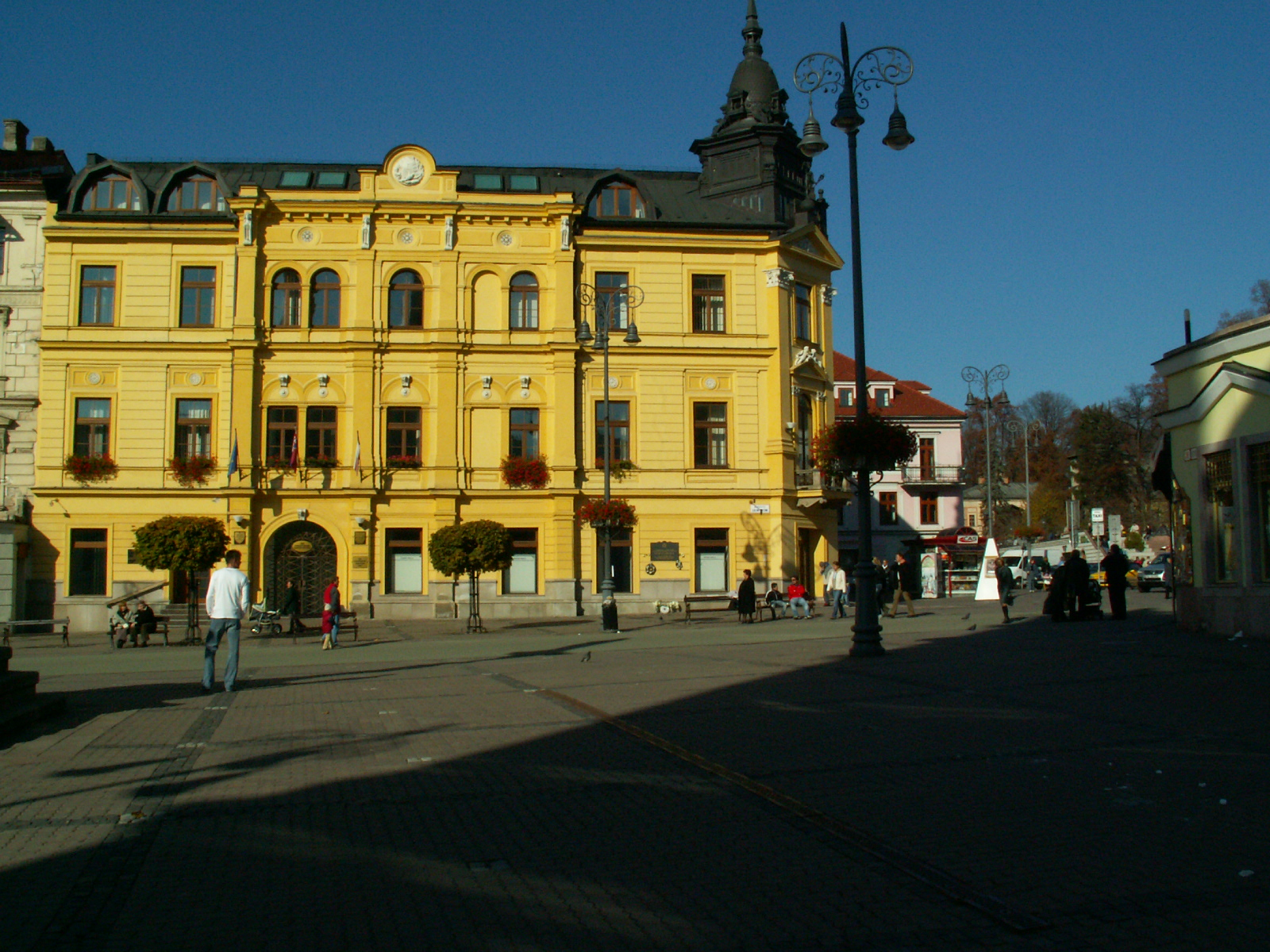
Casa Ebner, sede della regione

La zona centrale circondata dalle case dei mercanti e degli uomini d'affari era conosciuta come la "piazza" cittadina, Ring in tedesco (letteralmente "cerchio", una parola usata in passato nel senso di "mercato") e Rínok in slovacco. Dopo che Banská Bystrica ottenne i benefici reali nel XIII secolo, i "borghesi della piazza" (Ringbürger in tedesco, circulari in latino) ottennero privilegi speciali tra gli abitanti della città (un comune autonomo al di fuori della giurisdizione della contea, direttamente sottoposta al monarca e con una propria rappresentanza nella Dieta). La parola "Ringbürger" a Banská Bystrica rimase come titolo onorifico, col significato di "stimato cittadino", fino al XIX secolo.
Quando si svilupparono nuove piazze in città, quella principale venne chiamata "piazza principale" (in slovacco.: Hlavné námestie; la città aveva una maggioranza slovacca e una minoranza tedesca e ungherese alla fine del XVIII secolo). Il governo di Budapest magiarizzò il nome nel 1860 (Fő tér), con l'obiettivo di assegnare nomi ungheresi a tutte le località del Paese, ed enfatizzò la sua storia nel 1886 ribattezzandola "Piazza Re Béla IV", in onore del monarca che concesse i privilegi reali alla città nel 1255.
Il nome della piazza è rimasto l'obiettivo dei politici nel XX secolo. Nel 1923 venne ribattezzata "Piazza Masaryk" (Masarykovo námestie) in onore del primo presidente della Cecoslovacchia, Tomáš Masaryk, in carica dal 1918 al 1935.
Un mese dopo che la Slovacchia ottenne l'autonomia nell'ottobre 1938, la piazza fu ribattezzata "Piazza Andrej Hlinka" (Námestie Andreja Hlinku), in onore del leader del partito popolare slovacco, che aveva l'autonomia proprio nel suo programma. Il 29 agosto 1944, Banská Bystrica divenne il centro dell'insurrezione contro il governo totalitario del Paese e la sua alleanza con la Germania, la rivolta più estesa nell'Europa centrale durante la seconda guerra mondiale. La piazza divenne un'area di raccolta per gli insorti. Dopo la repressione della rivolta, il presidente Jozef Tiso arrivò in piazza nell'ottobre 1944 per decorare i soldati tedeschi che sconfissero gli insorti slovacchi.
Quando la Slovacchia fu reincorporata nella Cecoslovacchia nel 1945, la piazza fu ribattezzata prima "Piazza dell'insurrezione nazionale" (Námestie Národného povstania), e poi "Piazza dell'insurrezione nazionale slovacca" (Námestie Slovenského národného povstania). Il nome è rimasto invariato fino ai giorni nostri. La piazza è stata il luogo di massicce commemorazioni dell'evento organizzate dalle autorità comuniste una volta ogni cinque anni. Uno dei primi eventi durante la Rivoluzione di velluto fu una manifestazione studentesca in Piazza SNP il 21 novembre 1989, nell'ambito del movimento popolare che portò alla caduta del comunismo.

## Edifici
La piazza è dominata dalla torre dell'orologio costruita nel 1552. È una torre pendente con un'inclinazione di 40 centimetri. Ospita l'antenna principale, che rende tutta piazza SNP un punto con Wi-Fi gratuito fornito dalla città.
Una colonna della peste (in slovacco: Morový štúl) fu eretta nella piazza nel XVIII secolo in segno di gratitudine alla vergine Maria per aver posto fine alla peste. La colonna fu temporaneamente rimossa prima della visita del leader sovietico Nikita Chruščëv nel 1964, in quanto un simbolo religioso avrebbe fatto da sfondo al discorso del leader comunista.
La cattedrale di San Francesco Saverio (in slovacco: Kapitulský kostol, "Chiesa capitolare") è ispitrata al modello della chiesa del Gesù a Roma ed è sede della diocesi cattolica di Banská Bystrica dal 1776. Casa Thurzo ospita l'esposizione storica del Museo della Slovacchia Centrale (in slovacco:  Stredoslovenské múzeum), il museo più antico della città. Altri importanti monumenti della piazza includono una fontana in stile Art Nouveau di inizio XX secolo e un obelisco nero eretto in onore dei soldati sovietici uccisi durante la liberazione della città nel 1945.